# Hirohiko Araki
Hirohiko Araki (荒木 飛呂彦, Araki Hirohiko), nascut el 7 de juny de 1960 en Sendai, Japó és un artista manga. Va deixar l'escola abans de graduar-se en la Miyagi University of Education.
Araki és conegut per la seua sèrie de llarga duració JoJo's Bizarre Adventure, publicada en Weekly Shonen Jump de 1987 fins al 2003 cuan va canviar al Ultra Jump cada mes. La història és plena de referències a la música occidental i a Itàlia, ambdues de les quals Araki és molt apassionat. Moltes de les creacions de Araki s'han traduït i publicat a Europa, però fins ara només JoJo's Bizarre Adventure i Baoh s'ha publicat als Estats Units. Una de les populars teories és que les contínues referències d'Araki a la música occidental pot violar lleis americanes de drets d'autor. Viz Media ha eludit gran part d'aquest problema amb JoJo's Bizarre Adventure mitjançant la substitució d'algunes referències a certs d'àlbums o cançons, que no semblen ser estrictament vigilats.
Araki ha rebut el Premi Tezuka. «Hirohiko Araki lecture Part 1: His Past and Motives». [Consulta: 21 desembre 2007].

## Treballs
- Buso Poker (1980)
- Autoto Man (1982)
- Virginia ni Yohroshiku (1982)
- Magic Boy B.T. (魔少年ビーティー mashōnen bītī 1982–1983)
- Baoh (1984–1985)
- Gorgeous Irene (1985–1986)
- JoJo's Bizarre Adventure (1987—)
- JoJo 6251 (1993) (Artbook)
- Under Jailbreak, Under Execution (1999)
- JOJO A-GO!GO! (2000) (Artbook)
- The Lives of Eccentrics (2004)
- Front cover of Cell (scientific journal) (September 7, 2007)
- Stormbreaker (il·lustracions de novel·la per a Fantasy Press)